# Болеслав IV Кучерявий
Болесла́в IV Кучерявий (пол. Bolesław IV; 1122 — 5 січня 1173) — старший князь Польщі (1146–1173). Перший князь мазовецький (1138—1173). Князь краківський (1146—1173) вроцлавський (1146—1163), сандомирський (1166—1173). Представник польської династії П'ястів. Син польського князя Болеслава III Кривоустого. Чоловік Марії Володимирівни, доньки галицького князя Володимирка Володаровича. Батько мазовецького князя Лешека. Прізвисько — Кучерявий (пол. Kędzierzawy).

## Імена
- Болеслав IV (пол. Bolesław IV), або Болеслав IV Польський — з порядковим номером, як наступник батька, польського князя Болеслава III.
- Болеслав I Мазовецький — за номером правителя і назвою князівства.
- Болеслав Кучерявий (пол. Bolesław Kędzierzawy) — за прізвиськом.

## Біографія
Син Болеслава III і Соломії з Берґу, доньки графа Бергського.
Після смерті батька, відповідно до його заповіту отримав Мазовецьке князівство. У перші роки правління він перебував під сильним впливом своєї матері Соломії, а також воєводи Вшебора, які побоювалися, що старший брат Болеслава — Великий князь Владислав змістить молодших братів з їх володінь.
Конфлікт зі старшим братом почався, коли Соломія — без відома Владислава — зібрала інших своїх синів у себе в Ленчиці. На зустрічі було вирішено, що її молодша дочка — Агнешка Болеславівна — вийде заміж за Великого князя Київського Мстислава II Ізяславича, а вдовиний уділ Соломії, виділений їй заповітом чоловіка, після її смерті не увійде в сеньйориальний уділ Великого князя, а буде розділений між синами.
Однак інший Великий князь Київський Всеволод II Ольгович в польській міжусобиці підтримав Владислава ІІ, видавши свою дочку Звениславу за його сина Болеслава. В результаті підтримки Київського князя Болеслав Кучерявий і його брати зазнали невдачі. За дорученням Владислава вони були змушені відправитися в 1142—1143 роках послами до Києва.
У 1144 році померла мати Соломія. Більшість її синів вважали, що її вдовину частки (землі навколо Ленчиці) слід передати молодшим синам Генріху і Казимиру, але Владислав віддав (відповідно до заповіту батька) приєднав ці землі до великокняжих володінь. 1145 року молодші брати виступили проти Владислава ІІ, але були розбиті, і їм довелося погодитися з приєднанням земель матері до сеньйориального уділу.
До весни 1146 Владислав захопив Мазовію, вигнавши Болеслава, проте несподівано почався заколот в його власних землях. Владислав з родиною був змушений втікати в Священну Римську імперію, де його прихистив король Німеччини Конрад III, брати захопили всю Польщу й перерозподілили удільні князівства між собою.
Болеславу дісталося князівство Сілезії, а також сеньйориальний уділ та титул «Великий князь Польський», Мешку було повернуто Великопольське князівство, Генріх отримав Сандомирські землі, а малолітній Казимир залишився без спадку.
У наступних роках Болеслав з братами спробував поліпшити відносини з німецьким імператором, що продовжував підтримувати вигнаного Владислава. Для цього 1148 року вони влаштували з'їзд в Крушвиці, на який був запрошений бранденбурзький маркграф Альбрехта. На з'їзді було вирішено, що сестра Болеслава Юдіта вийде заміж за сина Альбрехта Оттона І. П'ясти також підтримали німців в їх хрестовому поході проти слов'ян.
В той же час на сторону Владислава став папа Євгеній III. Прибулий в 1148 році папський легат Ґвідо да Крема відлучив братів від церкви і наклав на Польщу інтердикт, але завдяки солідарній позиції польської церковної верхівки, яка підтримала Болеслава з братами, це не мало ніякого практичного ефекту.
1157 року на стороні вигнаного Владислава виступив імператор Фрідріх I Барбаросса. На цей раз військовий похід був вдалішим, ніж похід 1146 року. Болеслав зазнав поразки й був змушений принести імператору васальну клятву, а його молодший брат Казимир був відправлений до імператорського двору як заручник. Проте, на розчарування Владислава, Болеслав був залишений Великим князем Польським. Два роки по тому Владислав помер у вигнанні, а в 1163 році, за наполяганням імператора, його синам Болеславу Високому та Мешку Кривоногому було повернуто їх володіння в Сілезії та Помор'ї.
Нейтралізувавши загрозу німецького вторгнення, Болеслав вирішив покінчити з язичниками-прусами, які нападали на його родові землі в Мазовії. За підтримки Папи Римського та імператора Священної Римської імперії був організований хрестовий похід. Однак до 1166 року ці походи та і не принесли успіху, а в одному з боїв загинув молодший брат Болеслава — Генріх Сандомирський.
Після смерті Генріха Болеслав вирішив (в порушенні заповіту свого батька) привласнити його землі, проте це викликало повстання шляхти, яка воліла, щоб ці землі відійшли Казимиру.
1168 року на з'їзді в Єнджеюві повстала шляхта обрала новим Великим князем Польським брата Болеслава — Мешка III, а Сандомирську землю віддали Казимиру. Однак Болеславу вдалось домовитись з повстанцями, і в підсумку все обмежилося розділом Сандомирської землі: Казимир отримав Вислицю, Болеслав — місто Сандомир, а інші земля відійшла Мешку.
Болеслав IV залишився Великим князем Польським й правив до своєї смерті 5 січня 1173 року.

## Сім'я
1137 року Болеслав Кучерявий одружився з українською князівною Верхуславою, донькою Вишгородського князя Всеволода Мстиславовича, старшого сина Великого князя Київського Мстислава Великого (син Володимира Мономаха та доньки короля Англії Ґіти) та його дружини Христини (доньки шведського короля Інге I).
У них було троє дітей:
- Болеслав (1156—1172)
- дочка (1160—1178), яка в 1172/1173 р. вийшла заміж за українського князя Василька Ярополковича, князя Шумського (1168—1180 рр.), князя Дорогичинського (1180—1182 рр.), князя Берестейського (1181 р.).
- Лешек (1162—1186), Князь Мазовії.

Старший син Болеслав помер 1172 року у віці шістнадцяти років і, як повідомляється Верховний князь був спустошений його смертю.
Верхуслава померла 1162 року й була похована в соборі в Плоцьку.
Після смерті Верхуслави Болеслав одружився з Марією Володимирівною, дочкою Галицького Князя Володимира Володаревича. Дітей в них не було.

### Родовід
|  |                                       |  |  |  |  |  |  |  |  |  |  |  |  |  |  |  |
|  | 8. Казимир I, князь Польщі            |  |  |  |  |  |  |  |  |  |  |  |  |  |  |  |
|  |                                       |  |  |  |  |  |  |  |  |  |  |  |  |  |  |  |
|  |                                       |  |  |  |  |  |  |  |  |  |  |  |  |  |  |  |
|  | 4. Владислав I, князь Польщі          |  |  |  |  |  |  |  |  |  |  |  |  |  |  |  |
|  |                                       |  |  |  |  |  |  |  |  |  |  |  |  |  |  |  |
|  |                                       |  |  |  |  |  |  |  |  |  |  |  |  |  |  |  |
|  | 9. Добронега, Українська княжна       |  |  |  |  |  |  |  |  |  |  |  |  |  |  |  |
|  |                                       |  |  |  |  |  |  |  |  |  |  |  |  |  |  |  |
|  |                                       |  |  |  |  |  |  |  |  |  |  |  |  |  |  |  |
|  | 2. Болеслав ІІІ, князь Польщі         |  |  |  |  |  |  |  |  |  |  |  |  |  |  |  |
|  |                                       |  |  |  |  |  |  |  |  |  |  |  |  |  |  |  |
|  |                                       |  |  |  |  |  |  |  |  |  |  |  |  |  |  |  |
|  | 10. Вратислав ІІ, князь Богемії       |  |  |  |  |  |  |  |  |  |  |  |  |  |  |  |
|  |                                       |  |  |  |  |  |  |  |  |  |  |  |  |  |  |  |
|  |                                       |  |  |  |  |  |  |  |  |  |  |  |  |  |  |  |
|  | 5. Юдіт Богемська, Богемська принцеса |  |  |  |  |  |  |  |  |  |  |  |  |  |  |  |
|  |                                       |  |  |  |  |  |  |  |  |  |  |  |  |  |  |  |
|  |                                       |  |  |  |  |  |  |  |  |  |  |  |  |  |  |  |
|  | 11. Аделаїда,, Угорська принцеса      |  |  |  |  |  |  |  |  |  |  |  |  |  |  |  |
|  |                                       |  |  |  |  |  |  |  |  |  |  |  |  |  |  |  |
|  |                                       |  |  |  |  |  |  |  |  |  |  |  |  |  |  |  |
|  | 1. Болеслав IV, князь Польщі          |  |  |  |  |  |  |  |  |  |  |  |  |  |  |  |
|  |                                       |  |  |  |  |  |  |  |  |  |  |  |  |  |  |  |
|  |                                       |  |  |  |  |  |  |  |  |  |  |  |  |  |  |  |
|  | 12. Поппо з Берґу                     |  |  |  |  |  |  |  |  |  |  |  |  |  |  |  |
|  |                                       |  |  |  |  |  |  |  |  |  |  |  |  |  |  |  |
|  |                                       |  |  |  |  |  |  |  |  |  |  |  |  |  |  |  |
|  | 6. Генрих І з Берґу                   |  |  |  |  |  |  |  |  |  |  |  |  |  |  |  |
|  |                                       |  |  |  |  |  |  |  |  |  |  |  |  |  |  |  |
|  |                                       |  |  |  |  |  |  |  |  |  |  |  |  |  |  |  |
|  | 13. Софія, Угорська принцеса          |  |  |  |  |  |  |  |  |  |  |  |  |  |  |  |
|  |                                       |  |  |  |  |  |  |  |  |  |  |  |  |  |  |  |
|  |                                       |  |  |  |  |  |  |  |  |  |  |  |  |  |  |  |
|  | 3. Соломія з Берґу                    |  |  |  |  |  |  |  |  |  |  |  |  |  |  |  |
|  |                                       |  |  |  |  |  |  |  |  |  |  |  |  |  |  |  |
|  |                                       |  |  |  |  |  |  |  |  |  |  |  |  |  |  |  |
|  | 14. Діпольд II, макрграф Вогбургу     |  |  |  |  |  |  |  |  |  |  |  |  |  |  |  |
|  |                                       |  |  |  |  |  |  |  |  |  |  |  |  |  |  |  |
|  |                                       |  |  |  |  |  |  |  |  |  |  |  |  |  |  |  |
|  | 7. Аделаїда з Мохенталю               |  |  |  |  |  |  |  |  |  |  |  |  |  |  |  |
|  |                                       |  |  |  |  |  |  |  |  |  |  |  |  |  |  |  |
|  |                                       |  |  |  |  |  |  |  |  |  |  |  |  |  |  |  |
|  | 15. Луїтгарда Каринтійська            |  |  |  |  |  |  |  |  |  |  |  |  |  |  |  |
|  |                                       |  |  |  |  |  |  |  |  |  |  |  |  |  |  |  |
|  |                                       |  |  |  |  |  |  |  |  |  |  |  |  |  |  |  |

### Монографії
- Balzer, O. Genealogia Piastów. Kraków: Akademia Umiejętności, 1895.
- Grabowski, J. Dynastia Piastów mazowieckich. Kraków: Avalon, 2012.
- Dymek, D. Historia i kultura Mazowsza do 1526 r. Warszawa: Wyższa Szkoła Rozwoju Lokalnego, 2005.
- Dymek, D. Udzielne Księstwo Mazowieckie: 1247—1381: zarys dziejów. Warszawa: Wydawn. MOBN, 1996.
- Jasiński, K. Rodowód Piastów mazowieckich. Poznań-Wrocław: Wydawnictwo Historyczne, 1998.
- Войтович Л.  Князівські династії Східної Європи (кінець IX — початок XVI ст.). Львів: Інститут українознавства, 2000.
- Войтович Л. Княжа доба: портрети еліти . — Біла Церква, 2006.